# Art Press
Art Press est une revue mensuelle internationale de référence dans le monde de l'art contemporain.
Les articles sont écrits en français et en anglais.

## Historique
Le premier numéro de la revue Art Press est sorti en décembre 1972 - janvier 1973. 
La maquette originelle, restée quasi inchangée, est signée Roger Tallon.
Dans son premier éditorial, Catherine Millet (fondatrice, avec le galeriste Daniel Templon, et rédactrice en chef) explique qu'elle refuse l'approche journalistique, trop tournée vers l'anecdote ; qu'elle ne veut pas non plus d'une revue avant-gardiste qui oublierait l'histoire de l'art ni d'une revue d'histoire de l'art luxueuse pour antiquaires. Enfin, elle affirme vouloir briser les habitudes xénophobes de l'information culturelle en France.
Dans son roman autobiographique, La Vie sexuelle de Catherine M., Catherine Millet explique que la fondation de la revue et l'acquisition de son indépendance financière sont largement liées à sa constitution individuelle, elle aussi marquée par l'indépendance d'un esprit libre.
La première série d’Art Press numérotée de 1 à 22 est parue de 1972 à 1976. Son format était de 32 x 35 cm et ses exemplaires étaient imprimés en noir uniquement. La deuxième série, numérotée de 1 à 33 est parue de 1976 à 1979. Son format était de 30 x 23 cm. La troisième série, numérotée à partir de 34 est la série toujours en cours et elle a commencé en 1980. Son format qui n’a pas changé est de 28,5 x 22 cm. D’abord bimestrielle, la revue est mensuelle depuis le n°2 de la deuxième série. 
Au-delà de cette approche superficiellement matérielle, il est possible de distinguer plusieurs périodes dans la revue. On peut ainsi distinguer plusieurs périodes en fonction de la personne ou les personnes secondant Catherine Millet à la rédaction en chef.
La première période est ainsi celle où Catherine Francblin a été dans cette position pendant près de deux décennies. Catherine Francblin a été rédactrice en chef de la revue de 1975 à 1992. Elle est passée ensuite du côté des institutions de l’art, sans cesser d’être une figure importante de la revue. Elle exemplifie ainsi a posteriori et au niveau individuel l’intrication progressive de la revue, au cours de ses vingt premières années d'existence, avec le devenir institutionnel du monde de l’art,,, lequel trouvera un relais de plus en plus évident dans les pages de la revue jusqu’à faire de l’interview des acteurs institutionnels de l’art centraux (comme les délégués aux arts plastiques successifs) un exercice obligé pour la revue. Notons d’ailleurs que plus que les galeries privées, les institutions de l’art sont les principaux annonceurs de la revue, comme elles le seront d’ailleurs pour toutes les publications spécialisées qui l’imiteront à un degré ou à un autre.
Après la période historique, la décennie des années 1990 au cours de laquelle Jean-Yves Jouannais fut rédacteur en chef adjoint fait probablement partie des périodes les plus intéressantes de la revue. Jean-Yves Jouannais y développe ses premières réflexions sur l'idiotie en art,, Dominique Baqué y tient une rubrique photographie qui nourrira son futur ouvrage La Photographie plasticienne et les pages s'ouvrent à une nouvelle génération de critiques d'art (Nicolas Bourriaud, Éric Troncy, Christophe Kihm...).
Malgré cela, le magazine a assez peu accompagné l'émergence des artistes qui seront associés à l'esthétique relationnelle et c'est dans leur propre revue (Documents sur l'art) que Nicolas Bourriaud et Éric Troncy prépublieront les textes rassemblés par la suite dans leur recueil respectif (L'Esthétique relationnelle et Le colonel Moutarde dans la bibliothèque avec le chandelier). La force d'Art press étant, de ce point de vue, sa longévité qui lui permet des rattrapages rétrospectifs de qualité dans des articles monographiques, des dossiers ou des numéros spéciaux.
La décennie suivante est une période plus difficile à évaluer. Même si la position d'Art Press comme magazine français de référence sur l'art contemporain distribué dans les kiosques n’a jamais pu être durablement remise en question, son monopole dans les kiosques a du moins été formellement contesté par un autre magazine distribué par les NMPP (art 21) pendant une période relativement longue de sept ans, de 2005 à 2012,. Il est, par ailleurs, indéniable, qu’au cours de cette même période, la multiplication des publications diffusées en librairies spécialisées, très souvent de grande qualité, a relativisé, au moins pour un moment, la position centrale de la revue. Cela est d’autant plus vrai que, durant cette période, la revue traversait une crise de gouvernance éditoriale, Catherine Millet s’étant éloignée de la rédaction, à la suite du succès public de la La Vie sexuelle de Catherine M., pour se consacrer à ses travaux littéraires,, et la direction éditoriale étant alors divisée entre les tendances contradictoires de Richard Leydier, curieux de peinture figurative ostensiblement peinte, et Christophe Kihm dont les intérêts artistiques étaient en plus grande continuité avec les intérêts antérieurs de Jean-Yves Jouannais,,.
À l’approche des quarante ans de la revue, Catherine Millet fit cependant progressivement son retour à la direction effective de la revue et pouvait donc à nouveau pleinement incarner la revue lors de cette anniversaire en 2012,.
Après le mandat d’Anaël Pigeat, rédactrice en chef adjointe de 2011 à 2018, dont le bilan reste à faire, la revue semble avoir trouvé une sorte de pluralisme éditorial sans tension, sous la codirection d’Étienne Hatt, nouveau rédacteur en chef adjoint, si l'on fait abstraction des prises de position intentionnellement provocatrices de sa fondatrice,,. Que le pluralisme actuel se rapproche de l’image obtenue par la superposition des avatars successifs de la revue est peut-être plus qu’une coïncidence pour une revue dont la principale qualité émergente, après plus de cinquante années d’existence, semble bien être sa longévité.
L'essayiste, romancier, et critique, Jacques Henric, qui est également le compagnon de Catherine Millet, à une grande influence sur cette revue mensuelle, ou il intervient régulièrement. Il y a une rubrique, appelée Le feuilleton. 
Outre Catherine Millet et Jacques Henric, un personnage-clé de l’histoire de la revue est sa secrétaire de rédaction historique, Myriam Salomon. Il est probable que le titre de secrétaire de rédaction, qui a longtemps été celui de Myriam Salomon au sein de la rédaction d'Art Press et qui renvoie normalement à une fonction subalterne dans la chaîne éditoriale, ne reflète pas l’influence que Myriam Salomon a prise sur la revue à partir du moment où elle en est devenue l’une des propriétaires. De fait, elle deviendra officiellement durant la première décennie des années 2000, « conseillère artistique » de la revue. 
En 1997, en réaction à un numéro dans lequel Jean Baudrillard et Jean Clair étaient gravement pris à partie, Philippe Muray rompt aussi avec l'équipe de la revue.

### Art Press 2
En mai 2006, Art Press 2 est publié. Il s'agit d'une nouvelle collection de numéros trimestriels bilingues thématiques, née de réflexions menées à partir de l'actualité. Les numéros d'Art Press 2 déjà parus ont pour thème : La Scène française, Berlin, ville transit, Cynisme et art contemporain, Les Nouveaux Réalistes, Un numéro de choix, Londres, nouvelles sensations, Performances contemporaines.

### Siteartpress.com
Conçu et réalisé par l'équipe rédactionnelle de la revue Art Press, artpress.com est la transposition sur internet de la vision du magazine sur la création contemporaine à travers une sélection d'articles, interviews et dossiers, enrichis de contenus inédits, prolongements éditoriaux de la revue papier.